# Юндэ
Юндэ́ (кит. упр. 永德, пиньинь Yǒngdé) — уезд городского округа Линьцан провинции Юньнань (КНР).

## История
Уезд был выделен в 1963 году из уезда Чжэнькан Специального района Линьцан (临沧专区).
В 1970 году Специальный район Линьцан был переименован в Округ Линьцан (临沧地区).
В 2003 году округ Линьцан был преобразован в городской округ.

## Административное деление
Уезд делится на 3 посёлка, 5 волостей и 2 национальные волости.